# Городская усадьба Щукина
Городская усадьба П. И. Щукина — комплекс строений в русском стиле, расположенных в Москве по адресу: Малая Грузинская улица, дом 15 (строения 1, 2, 3). Объект культурного наследия федерального значения.
Эти здания были построены для «Музея русских древностей» (также: «Музей российских древностей»), созданного из большой частной коллекции известного московского собирателя и мецената Петра Ивановича Щукина. Ныне здесь расположен Биологический музей имени К. А. Тимирязева.

## История

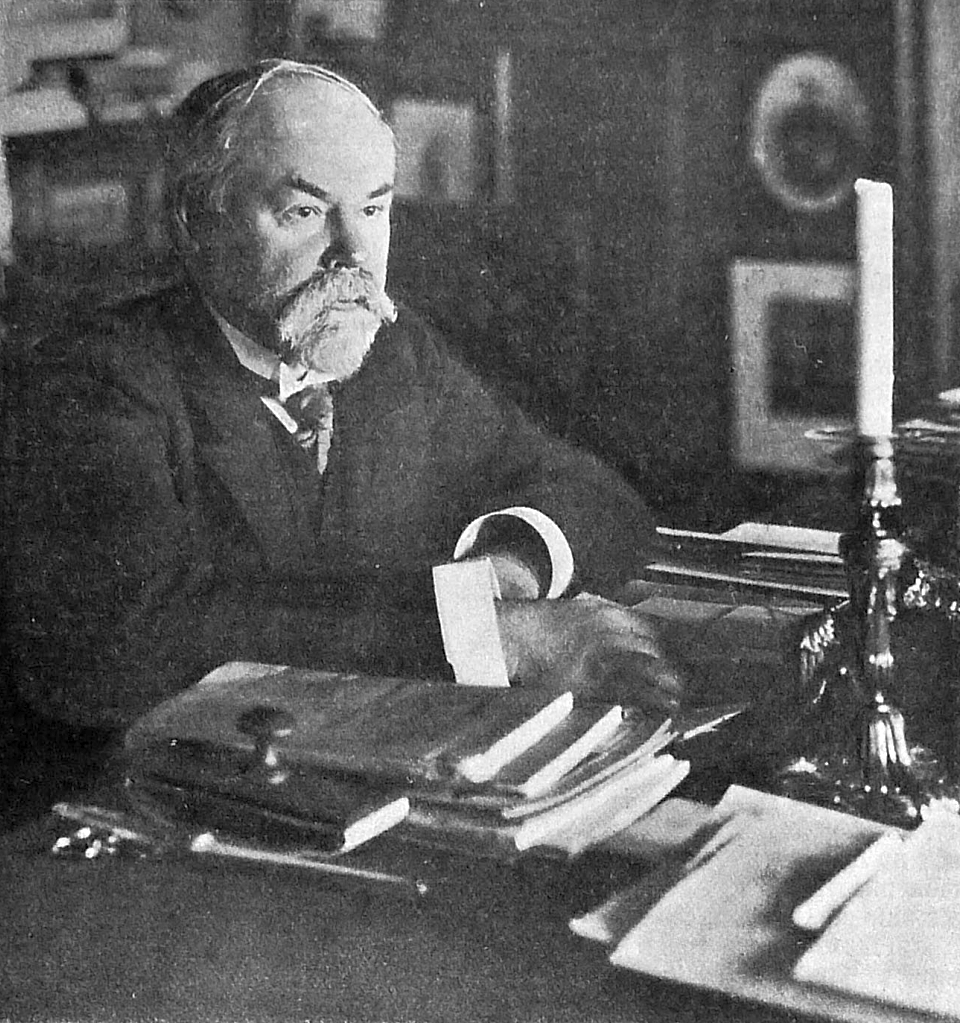
Пётр Иванович Щукин (1906)

П. И. Щукин (1853—1912), представитель боровской семьи купцов Щукиных, десятилетиями собирал древнерусские памятники и исследовал влияние восточных культур на русскую культуру. С начала 1890-х годов его захватило коллекционирование памятников отечественной истории. Он приобретал старинные предметы не только на ярмарках в Нижнем Новгороде, Киеве и других городах Российской империи, но и у антикваров Европы, о чём свидетельствует его переписка.
В 1891 году, после смерти отца, Щукин решил построить собственный дом и приобрёл участок по Малой Грузинской улице площадью около гектара, где планировал создать «Музей российских (русских) древностей» и разместить своё разросшееся собрание.

### Основание музея
Для проектирования он пригласил архитектора Б. В. Фрейденберга. Щукин и Фрейденберг изучали образцы русского провинциального «краснокирпичного» зодчества в Ярославле и других городах Русского Севера. В результате был возведён «древнерусский терем» со ступенчатым шатровым крыльцом и крышами с шахматным орнаментом. Палаты украсили арки с гирьками, наличники и декоративные фризы, а на крышах появились флюгеры с двуглавыми орлами и флажками. Балкон восточного фасада скопирован с палат бояр Романовых на Варварке. Стены первого этажа отделаны «бриллиантовым» (четырехгранным) рустом, а второго — кирпичом с многоцветными изразцами. Башенка крыльца на втором этаже украшена круглым медальоном («клеймом») с барельефом в виде крылатого единорога. В русском же стиле были сделаны и интерьеры: росписи с растительными мотивами на сводах, колонны с дыньками, изразцовые печи.
Строительство было начато в мае 1892 года и окончено в сентябре 1893 года. В здании (ныне строение 2, в глубине участка) были также расположены жилые апартаменты самого Щукина. С 1895 года музей был открыт для свободного посещения. В его экспозицию вошли старинные гравюры, предметы искусства и русской старины.

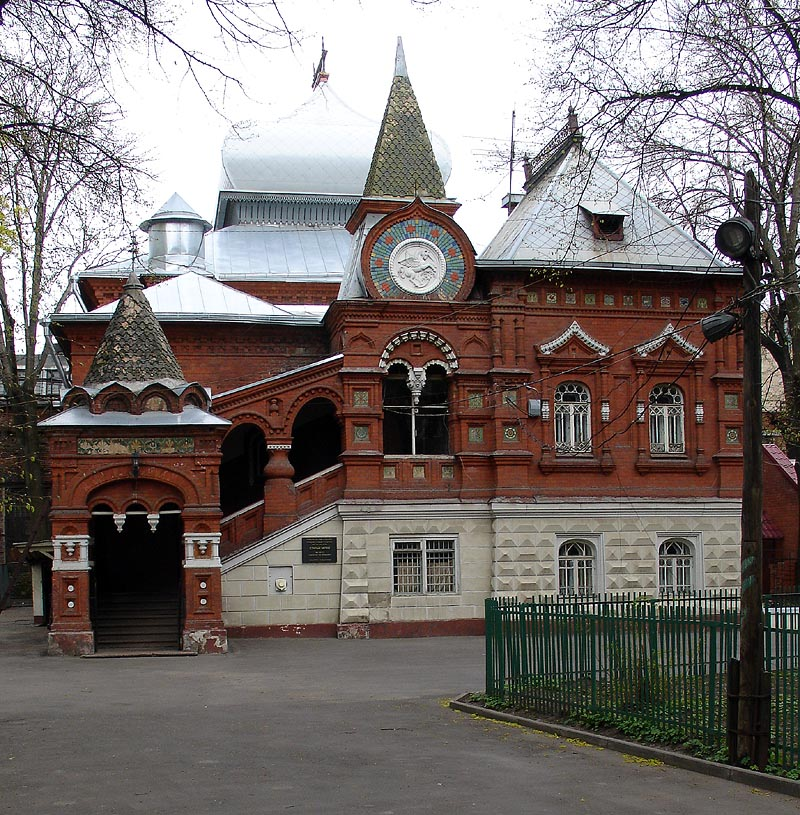
Старый корпус музея
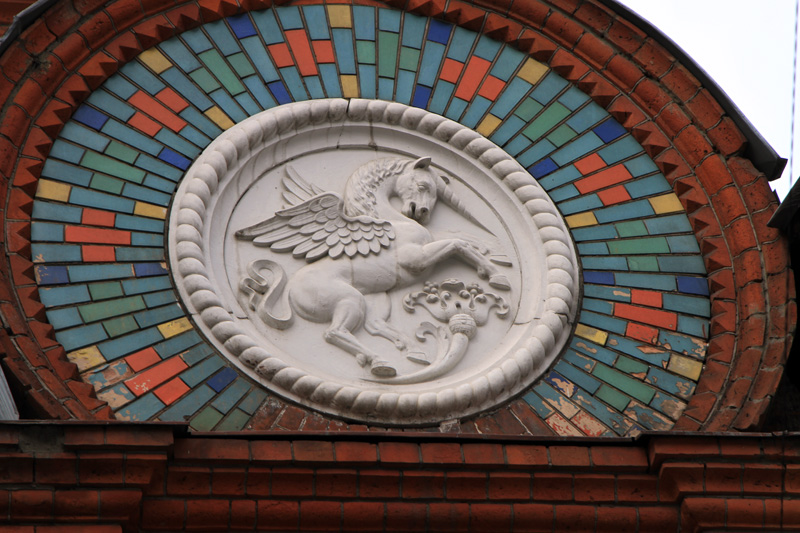
Единорог на клейме старого корпуса
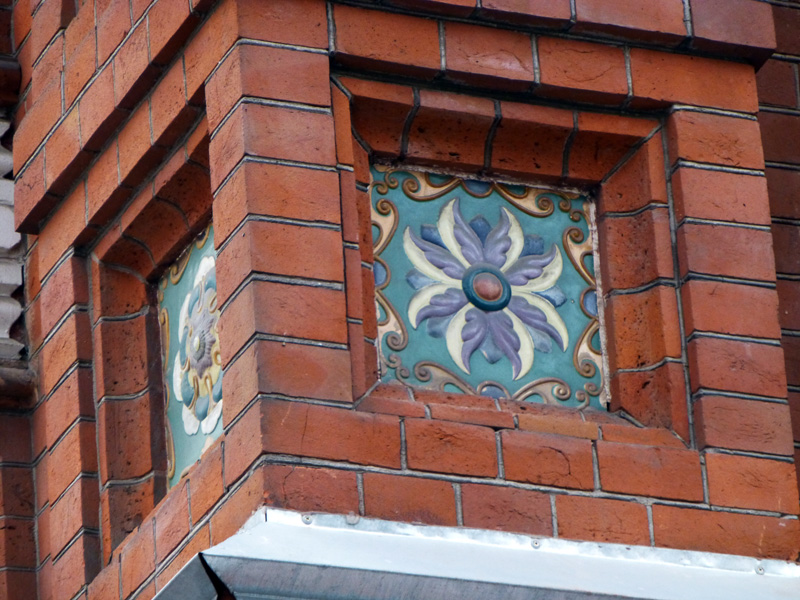
Изразцы на фасаде старого корпуса
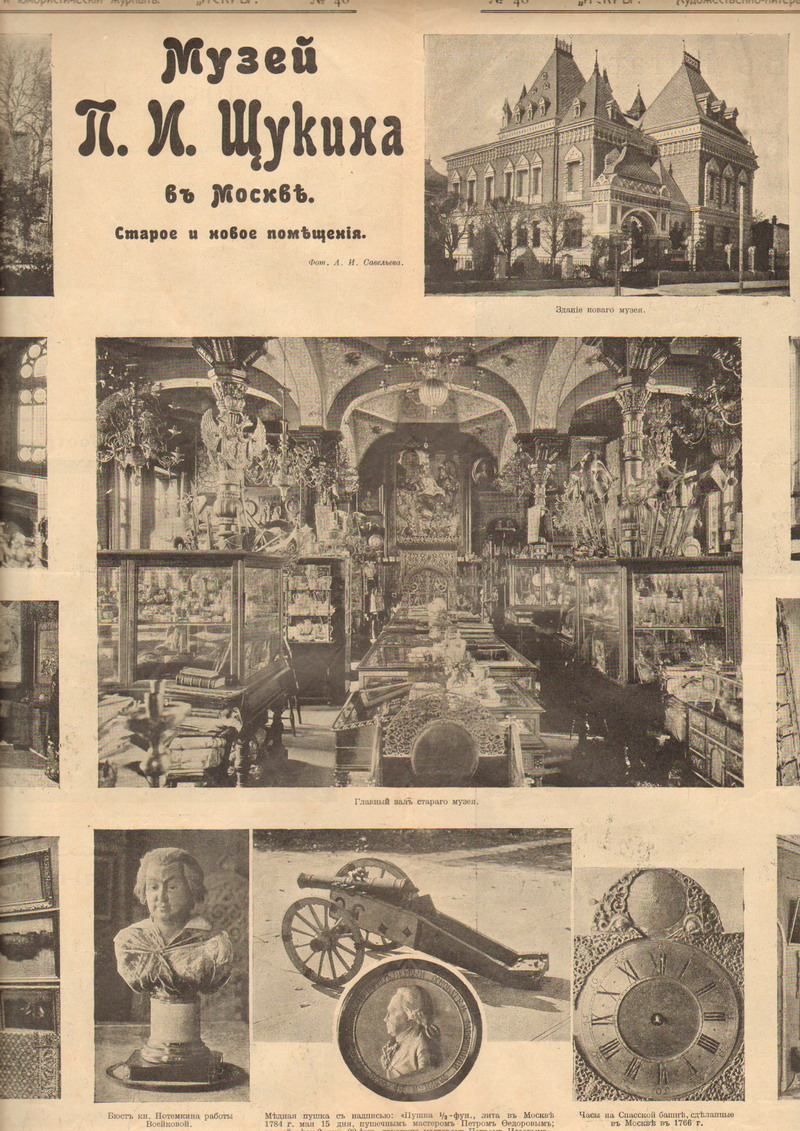
Интерьер (журнал «Искры» №48 за 1911 год)

### Расширение музея
Скоро коллекция перестала помещаться в старом корпусе. Поэтому Щукин нанял архитектора А. Э. Эрихсона, который (при участии В. Н. Башкирова) в 1896—1898 годах построил второй, больший по площади корпус (ныне строение 1, выходящее на красную линию улицы). Корпуса были соединены кирпичным подземным переходом с круглым сводом. Тогда же по проекту Эрихсона была построена ограда с парадными воротами.
Дополнительно в 1905 году по проекту архитектора Ф. Н. Кольбе был возведен одноэтажный музейный склад для хранения архива (ныне строение 3).
Хотя здания построены разными зодчими, они создают гармоничный ансамбль в традиционном стиле русских палат. Весь музейный комплекс обошелся Щукину в 200 000 рублей.

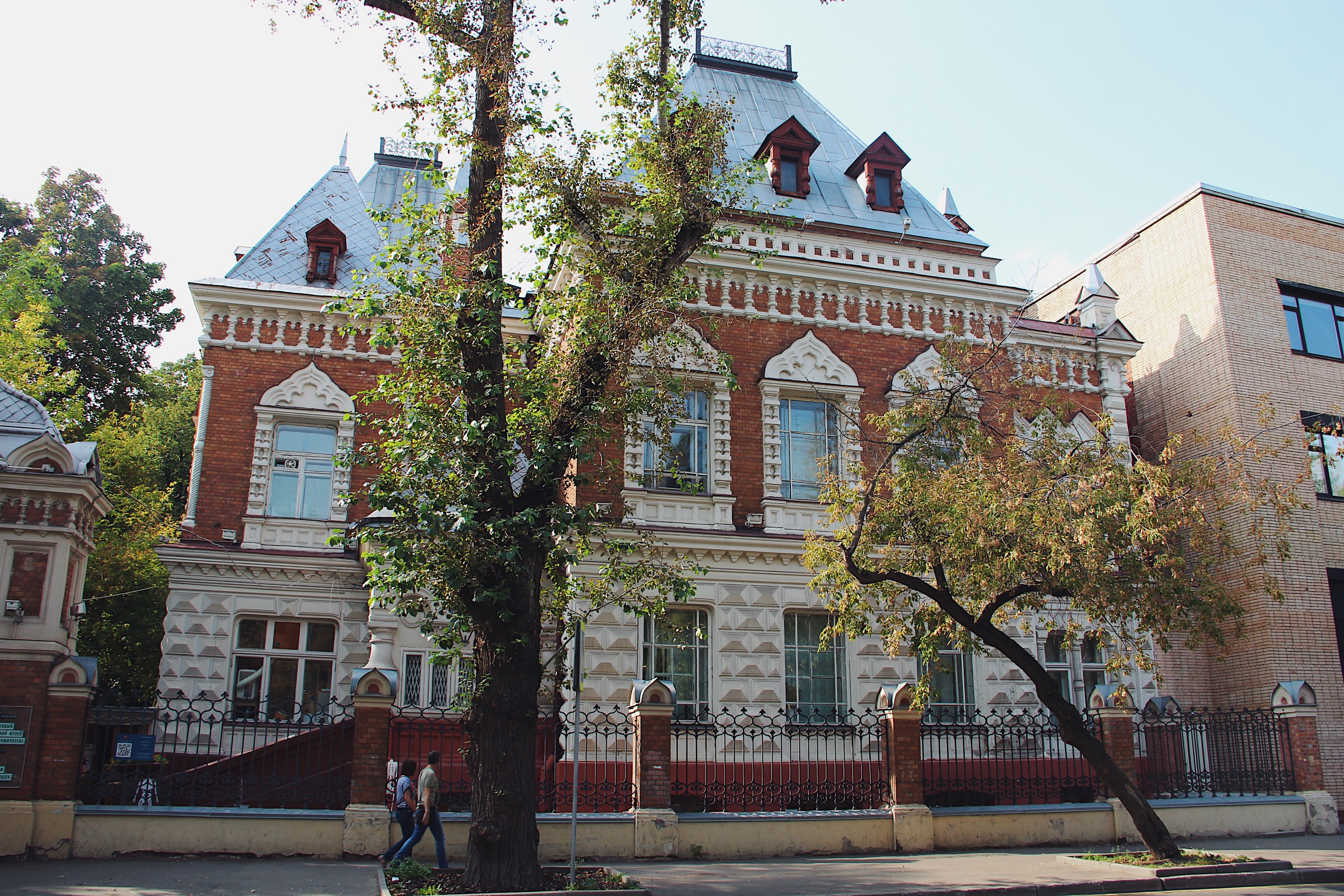
Новый корпус музея
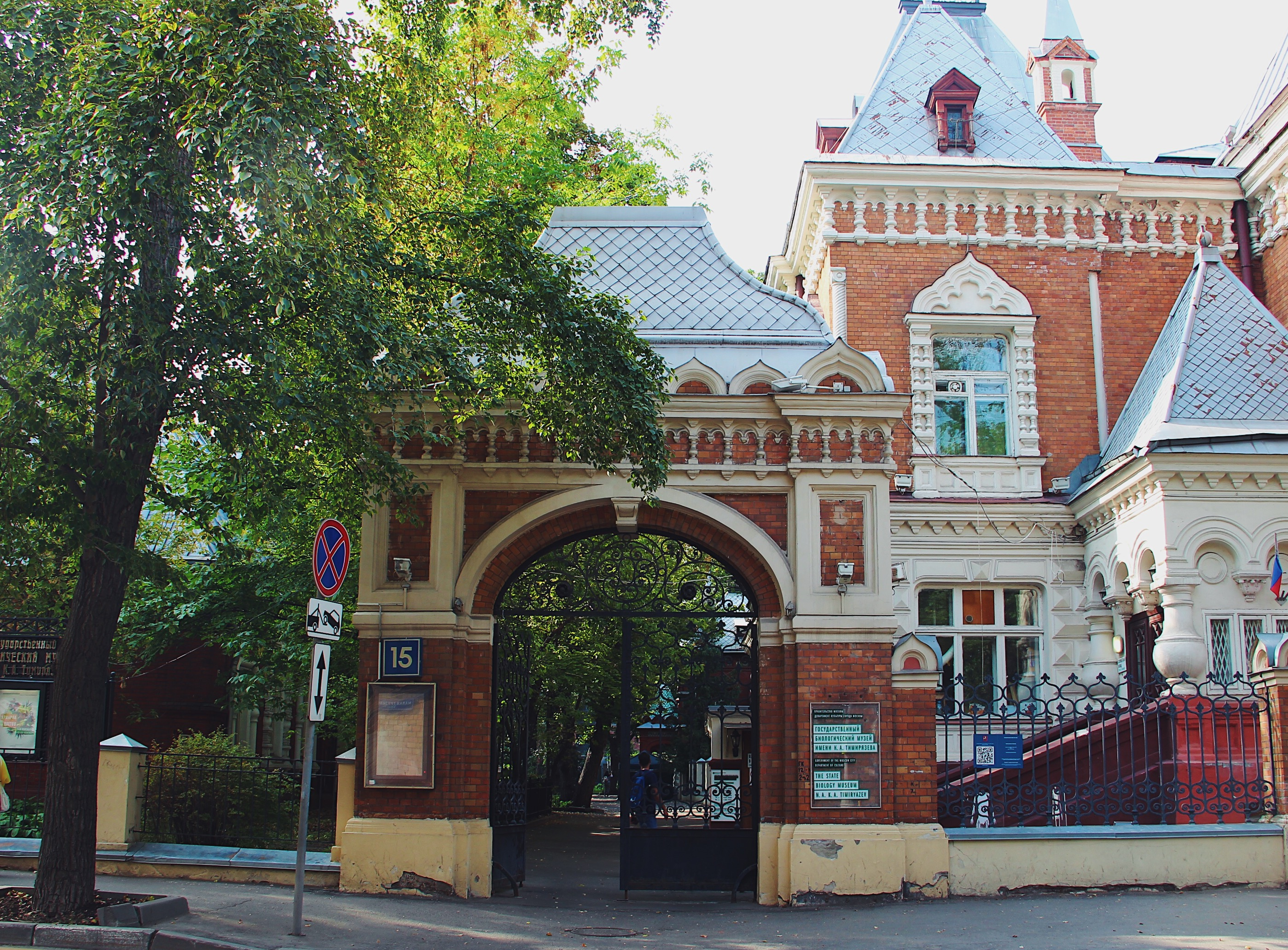
Ворота и ограда
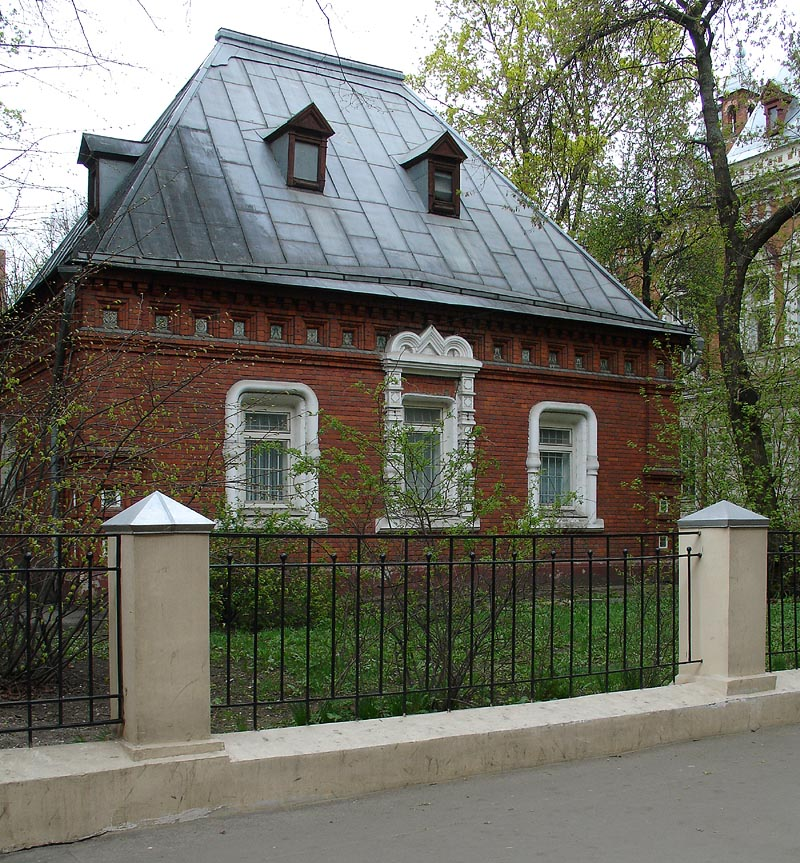
Музейное хранилище
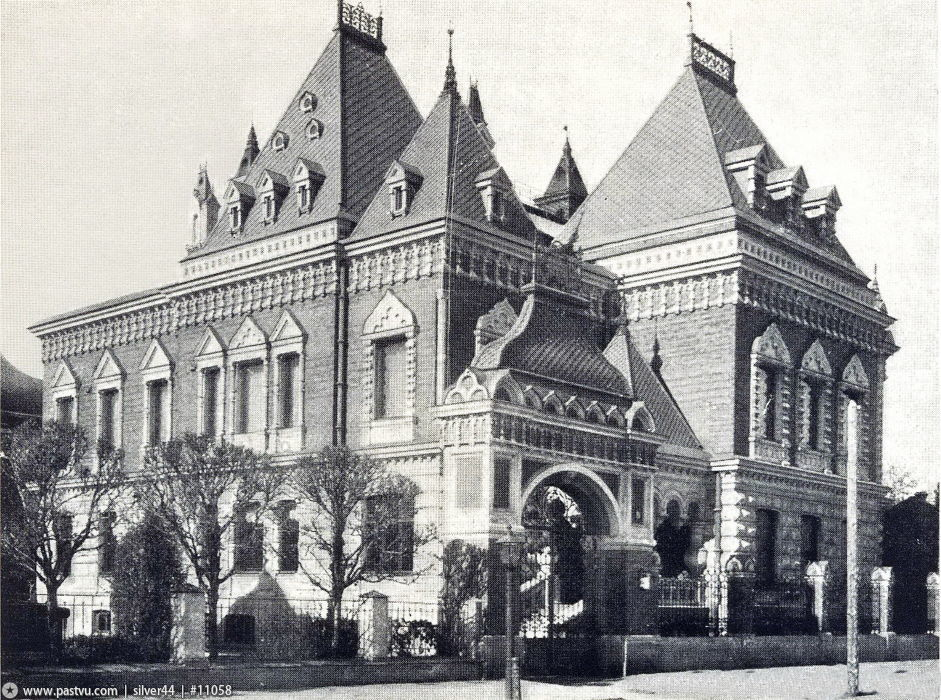
Архивное фото

### Государственный музей
В 1905 году Щукин подарил свою богатую коллекцию, землю и здания Российскому Историческому музею в Москве. В то время собрание, насчитывающее более чем 300 тысяч ценных предметов, превышало фонды Исторического музея. После оформления дарственной, 20 мая 1905 года, коллекция стала называться «Отделение имп. Российского исторического музея им. имп. Александра III — Музей П. И. Щукина». За этот дар он был удостоен чина действительного статского советника (звание по Табели о рангах приравненное к генеральскому).
До конца жизни Пётр Иванович Щукин был попечителем своего музея, продолжая содержать его и платить жалованье штату сотрудников из семи человек. Он оставался хранителем собрания, пополнял его новыми экспонатами и лично проводил экскурсии до своей смерти в 1912 году.
В 1917 году музей на Малой Грузинской был закрыт, а большая часть экспозиции вывезена в Исторический музей. При этом экспонаты восточного отдела переданы Музею искусства народов Востока, русские картины — Третьяковской галерее, предметы прикладного искусства — Оружейной палате, ноты — библиотеке Московской консерватории, книги — Исторической библиотеке.
C 1918 года в зданиях размещался Музей Старой Москвы. С 1934 года здесь расположен Государственный биологический музей имени К. А. Тимирязева.
Архитектурному комплексу с 1995 года официально присвоен статус памятника градостроительства и архитектуры федерального значения.

## В воспоминаниях современников
С 1895 года И. Е. Бондаренко (1870—1947), русский и советский архитектор, реставратор и искусствовед, занимался глубоким изучением русского искусства в коллекции музея П. И. Щукина.

Собрание П. И. Щукина — это огромный музей древнерусского искусства, к которому впоследствии присоединилось замечательное собрание восточных, главным образом персидских, предметов, преимущественно тканей.
Мое знакомство с П. И. Щукиным относится к 1895 г., когда я вернулся из-за границы в Москву и стал изучать русское искусство. Интересуясь русским орнаментом и особенно рукописным, я пошел на Малую Грузинскую, где уже было недавно выстроено здание-музей во дворе, уличный корпус был выстроен значительно позже.
Доступ в музей был свободным для всех интересующихся, но мало было посетителей. Меня встретил на площадке лестницы, ведущей во 2-й этаж из вестибюля, низенький человек средних лет с лысеющей головой, с умными глазками, сам П. И. Щукин. Очень любезно показал интересовавшие меня древние, так называемые «лицевые» русские рукописи, т. е. с миниатюрами, и предоставил мне заниматься в библиотечной комнате. Верхний зал во все здание и был собственно музеем с тесно расставленными витринами и загроможденный массой интереснейших предметов.
Музей был открыт ежедневно, кроме Нового года, 1-го дня Пасхи, 25 декабря (Рождество) и 29 июня (именины Щукина). Закрывался музей и в случаях его поездок на Нижегородскую ярмарку для поисков любопытного тряпья или поездок за границу.
В 10 ч[асов] утра музей открывался, а ровно в 12 снова звякали железные ставни, и музей запирался. Нужно было уходить, хотя бы и не окончив работу. Щукин уходил в свои комнаты ...
Большой зал музея был переполнен разнообразными и интересными предметами почти исключительно русского искусства. Стены сплошь были завешаны парчой, шитьем, портретами; у четырех колонн старинное оружие, с потолка спускались интересные паникадила XVII в., а в витринах, тесно расставленных у стен и посредине зала, блестели миниатюры, эмали, резная кость, серебряные кубки, фарфор и хрусталь, красотой своих форм и расцветок поражающий и радующий.
... Показывать музей Щукин не любил. «Да смотрите сами, что понравится». Посетители были редкими. Я, пожалуй, являлся наиболее частым. Отрываться от занятий Щукин не любил, но иногда подходил и начинал рассказывать, постепенно увлекаясь.
— Бондаренко, Илья Евграфович — «Записки художника-архитектора. Труды, встречи, впечатления.», книга 2, глава 28 «Выставка 1912 г. и московские коллекционеры»

## Комментарии
1. ↑  «Всё владение площадь в 2022 кв. сажени».
2. ↑  По некоторым сведениям, идею постройки ещё одного здания для музея высказал Василий Васильевич Верещагин, русский живописец и писатель, один из самых известных баталистов второй половины XIX века, в письме к Петру Ивановичу Щукину от 27 сентября 1894 года: «Советую Вам построить ещё дом на месте теперешней изящной оранжереи и непременно соединить его крытым ходом с теперешним музеем».